# Need for Speed: The Run
A Need for Speed: The Run egy autóversenyzős videójáték, a Need for Speed sorozat 18. tagja.  Észak-Amerikában 2011. november 15-én, Európában november 17-én került a boltokba. A játékot a Black Box fejlesztette.
A játék fülszövege szerint Egy illegális, nagy tétű verseny az Egyesült Államokon át. Az egyetlen módja, hogy visszakapd életed az, hogy elsőként juss San Franciscóból New Yorkba. Nincsenek sebességkorlátok. Nincsenek szövetségeseid. Csak a vezetési tudásodban és puszta elszántságodban bízhatsz, ahogyan a világ leghírhedtebb versenyzőinek százai ellen harcolsz az ország legveszélyesebb útjain.

## Játékmenet
A "The Run"-ban a játékosok részt vesznek egy "nagy tétre menő, illegális alvilági versenyben", San Franciscótól egészen New Yorkig. Ráadásul nem a rendőrség az egyetlen, akik a nyomukban járnak, miközben "határokat átszelve, áthágva magukat a sűrű városi forgalmon, levágtatva jeges hegyvidéki utakról, keskeny kanyonokban kormányoznak nyaktörő sebességekkel". A "The Run"-t a DICE Frostbite 2 motorja működteti, és így ez az első, nem lövöldözős játék, amely ezt a motort használja, ezzel a játéknak olyan grafikát és autófizikát kölcsönözve, ami "az útra tapad még a legnagyobb sebességeknél is, mindezt lebilincselő kerettörténettel átfűzve". Az "autolog" – a Need for Speed sorozat forradalmi közösségi versenye – is visszaköszön a játékban, ezzel továbbfolytatva a versenykarrierről elfogadott kép újraalkotását, valamint lehetőséget biztosítva ezzel a játékosoknak összehasonlítani a játékstatisztikájukat.
A Frostbite 2-nek köszönhetően a játék területe, a sorozat eddigi részeihez képest megsokszorozódott. Jason DeLong, a játék producere elmondta, hogy mintegy 3-szor több utat lehet bejárni, mint eddig bármikor. Hozzátette, hogy ez 300 km-t jelent.

## Fejlesztése
Az Undercover megjelenése óta a Black Box a sorozat egy új részén dolgozott, az akcióközpontú utcai versenyzéses részek folytatásán. Megerősítették, hogy a játékban kitalált szereplők és történet lesz.
Az EA közzétette a játék előzetesét, valamint április 29-én a gyártó megerősítette a játék részleteit: "Ez lesz az év, amikor a Need for Speed a következő szintre lép" - nyilatkozta Jason DeLong, az EA vezető producere. "Úgy gondoljuk, hogy a Need for Speed: The Run mindenkinek meglepetést fog okozni az intenzív, hátborzongató kerettörténetével és a nagy akcióérzetével. Persze a játék semmit sem érne a szuperautók és az őrült sebességű üldözések nélkül. Így hát valami ilyesmi lesz, amit készítünk: Kirobbanó versenyzést, ahol a játékosok a katasztrófával fognak farkasszemet nézni 320 km/h-val."

## Fordítás
- Ez a szócikk részben vagy egészben  a   Need for Speed: The Run című angol Wikipédia-szócikk fordításán alapul.  Az eredeti cikk szerkesztőit annak laptörténete sorolja fel. Ez a jelzés csupán a megfogalmazás eredetét és a szerzői jogokat jelzi, nem szolgál a cikkben szereplő információk forrásmegjelöléseként.